# Lauenbrück
Lauenbrück est une municipalité allemande du land de Basse-Saxe et de l'arrondissement de Rotenburg.